# Lanceola serrata
Lanceola serrata är en kräftdjursart som beskrevs av Carl Erik Alexander Bovallius 1885. Lanceola serrata ingår i släktet Lanceola och familjen Lanceolidae. Inga underarter finns listade i Catalogue of Life.